# Geeopsis incisipes
Geeopsis incisipes är en kräftdjursart som först beskrevs av Walter Klie 1913.  Geeopsis incisipes ingår i släktet Geeopsis och familjen Tachidiidae. Inga underarter finns listade i Catalogue of Life.